# 19263 Lavater
19263 Lavater (1995 OH10) là một tiểu hành tinh vành đai chính được phát hiện ngày 21 tháng 7 năm 1995 bởi F. Borngen ở Tautenburg.